# Werkzaterdag
Een werkzaterdag is een zaterdag waarop (uitzonderlijk) gewerkt wordt.
In sommige landen (van het voormalige Oostblok) worden wettelijke feestdagen die tijdens de vijfdaagse werkweek vallen, gecompenseerd door nabijgelegen zaterdagen als werkdag te benoemen.

## Voorbeelden
- In 2014 zijn dat voor Hongarije zaterdag 10 mei, zaterdag 18 oktober en zaterdag 13 december.